# Томица, Марек
Марек Томица (чеш. Marek Tomica; 1 января 1981, Тршебич, Чехословакия) — чешский хоккеист, центральный нападающий. Чемпион мира среди молодёжных команд 2001 года. Чемпион Экстралиги 2003 и 2008 годов. 

## Карьера
Марек Томица известен по выступлениям за пражскую «Славию». За 16 сезонов, проведённых в «Славии» Томица завоевал 7 медалей чешского чемпионата (2 золотые, 3 серебряные и 2 бронзовые). С 2015 по 2020 год играл за хомутовских «Пиратов». С сезона 2018/19 является капитаном команды. Входит в число хоккеистов, которые провели более 1000 матчей в чешской Экстралиге.
В составе молодёжной сборной Чехии Марек Томица стал чемпионом мира 2001 года.

## Достижения
Чемпион мира среди молодёжи 2001
 Чемпион Экстралиги 2003, 2008
 Серебряный призёр Экстралиги 2004, 2006, 2009
 Бронзовый призёр Экстралиги 2010, 2013

## Статистика
- Экстралига — 1029 игр, 277 очков (114 шайб + 163 передачи)
- Чешская первая лига — 78 игр, 17 очков (5+12)
- Еврокубки — 11 игр, 7 очков (0+7)
- Сборная Чехии — 3 игры
- Всего за карьеру — 1121 игра, 301 очко (119+182)